# Draghi della Terra di Mezzo
I draghi sono una razza di Arda, l'universo immaginario fantasy creato dallo scrittore inglese J. R. R. Tolkien.

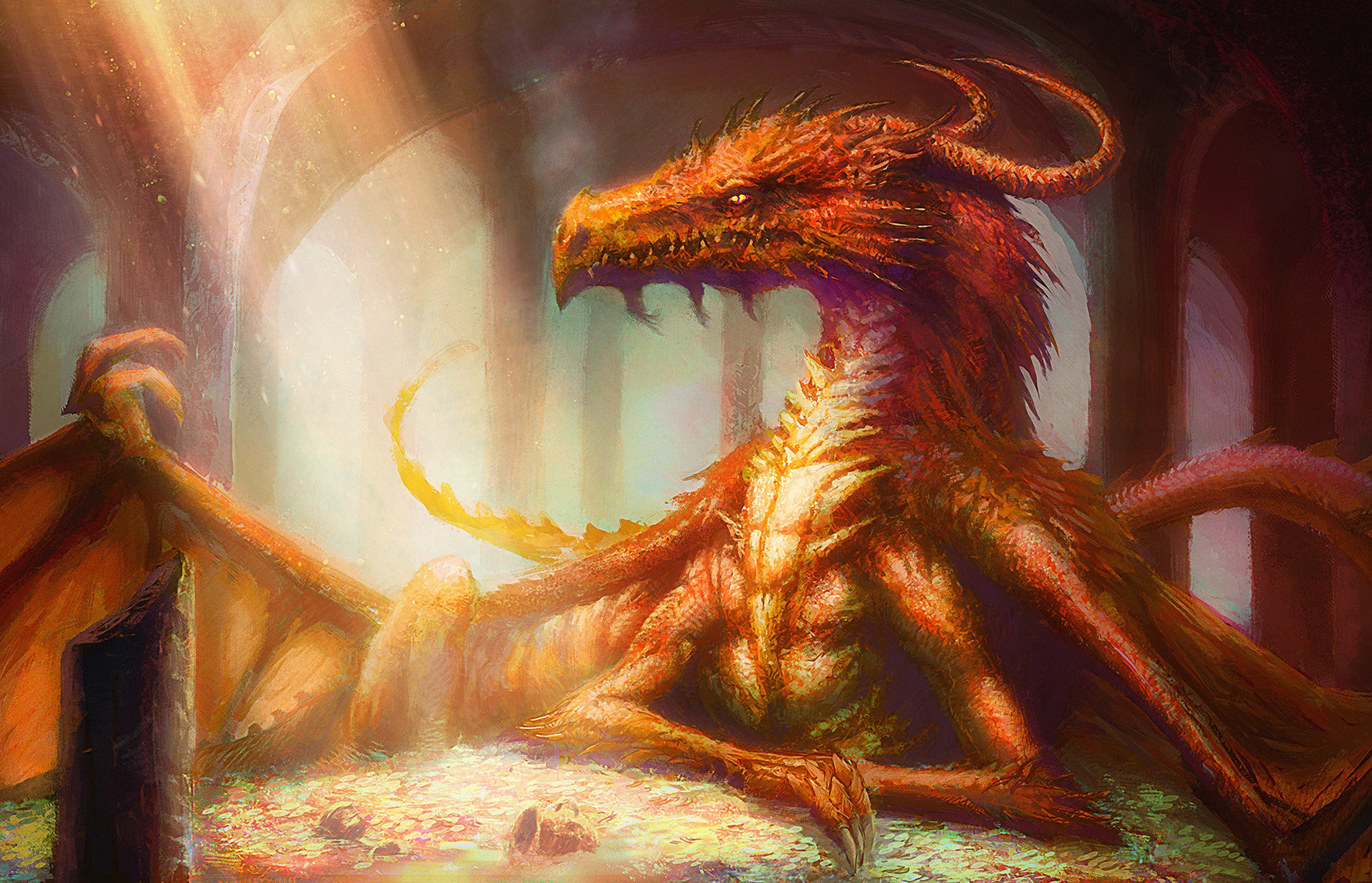
Rappresentazione artistica di Smaug, uno dei più celebri draghi della Terra di Mezzo, ad opera di D. Demaret

## Descrizione
Essi sono stati creati da Morgoth, primo Oscuro Signore. Mentre gli orchi sono, secondo Il Silmarillion, vili copie degli elfi, e i troll sono invece copie degli ent, l'origine dei draghi è sconosciuta, ma è certo che non furono una creazione originale di Morgoth, poiché egli non disponeva del potere di creare esseri viventi, ma solo di corromperli. Essi furono creati perché Morgoth si era reso conto che gli orchi non reggevano il confronto con i guerrieri elfici. Furono creati come armi di distruzione supreme ed erano i più potenti servitori di quest'ultimo, al pari dei balrog e del loro oscuro signore.
I draghi nell'universo di Tolkien sono creature maligne. Nonostante l'apparenza bestiale possiedono una spiccata intelligenza e una facoltà della parola molto sviluppata. Sono infatti in grado di mettere in difficoltà chiunque nella conversazione, spingendo i loro nemici a provare terribili sensi di colpa o a disconoscere le proprie idee. Sono indicati come esempio di furbizia maligna.

### Urulóki
(John Ronald Reuel Tolkien, Il Silmarillion)
Gli urulóki sono una tipologia di draghi di grandi dimensioni, hanno la capacità di resistere al fuoco e il loro soffio infuocato è letale. Gli urulóki spesso vivono in collina, montagna oppure in terre desolate e ghiacciate. Tolkien li descrive come draghi più grandi di quelli che sono comunemente raffigurati oggi. Il fuoco di questi è particolarmente intenso, tanto che si dice sia in grado di sciogliere e usurare gli Anelli del Potere, con l'eccezione dell'Unico. I draghi più importanti ricordati nelle opere di Tolkien sono tutti urulóki (come Ancalagon, Glaurung e Smaug), anche se solamente una parte di essi ha combattuto per Morgoth. Tolkien ha confermato in una lettera della raccolta La realtà in trasparenza che Smaug era l'ultimo esemplare della sua specie, anche se draghi di stazza minore continuino ad esistere in Arda. Malgrado ciò nel videogioco Il Signore degli Anelli: La battaglia per la Terra di Mezzo 2 compaiono alcuni urulòki relativamente piccoli.

## Storia
Nella Prima Era agiscono gli urulóki Glaurung e Ancalagon, tra i più importanti di tutta la razza. Glaurung ebbe un ruolo fondamentale nel saccheggio del Nargothrond e nella lotta di Morgoth contro i figli di Húrin. Ancalagon e il suo esercito respinsero i Valar durante la Guerra dell'Ira, alla fine della Prima Era. Gli urulóki si sono uniti ai balrog nell'attacco di Gondolin.
Prima della Seconda Era si pensava che tutti i draghi urulóki fossero morti, ma Smaug era sopravvissuto fino all'anno 2770 della Terza Era, quando saccheggiò Dale e conquistò Erebor, al tempo governata da Thrór. Nel 2941 Thorin Scudodiquercia, nipote di Thrór, tornò per reclamare il regno di suo nonno, innescando una catena di eventi che portarono alla morte di Smaug per mano di Bard, che lo trafisse con una sua freccia.
Gandalf, ne Lo Hobbit, chiarisce come morto Smaug non vi siano più draghi alati in grado di sputare fuoco: questa frase implica logicamente il fatto che vi è la possibilità che esistano ancora dei draghi, ma che non abbiano la facoltà di sputare fiamme e/o che siano dotati di ali. Dato che nel corso della Terza Era svariati draghi sfuggiti alla Guerra d'Ira provocarono morte e distruzione nel Regno dei Nani sui Monti Grigi, creando le cosiddette Brughiere Aride, è molto probabile che al tempo della Quarta Era sopravvivessero alcuni esemplari non pericolosi di draghi, rifugiatisi negli anfratti ghiacciati del Forodwaith, tra le immense lande inesplorate, foreste selvagge e montagne glaciali.
All'inizio del Signore degli Anelli nella Contea arrivano voci dell'avvistamento di draghi. Tuttavia non viene chiarito se queste voci corrispondano a verità.

## Draghi famosi

### Ancalagon
Ancalagon, detto "il Nero", fu creato da Morgoth per diventare il più grande e possente di tutti i draghi, nonché il primo dei draghi alati. Egli fu ucciso da Eärendil, che lo gettò sui tre picchi del Thangorodrim.
Secondo Il Silmarillion Ancalagon era figlio di Glaurung e nacque nella Prima Era della Terra di Mezzo e fu cresciuto da Morgoth, che lo allevò fino a renderlo il più grande e possente tra i draghi, nonché il primo dei Grandi Draghi Alati. Nelle intenzioni di Morgoth, Ancalagon doveva essere la sua arma definitiva contro le armate dei Valar, e difatti durante la Guerra d'Ira il drago riuscì a fermare per un po' le armate di Aman, fino a quando Eärendil non lo affrontò grazie alla nave volante Vingilot e lo sconfisse dopo una lunga e durissima lotta che costò quasi la vita dell'eroe. Eärendil gettò il drago sui tre picchi di Thangorodrim, il che uccise il mostro e provocò il crollo dei picchi che seppellirono così la fortezza di Morgoth, Angband, che si trovava sotto di essi.
Nel secondo capitolo de Il Signore degli Anelli, Gandalf, rivelando a Frodo Baggins la natura del suo anello, afferma che neppure il soffio di fuoco di Ancalagon sarebbe stato in grado di fondere e quindi distruggere l'Unico Anello.

### Glaurung
Glaurung, detto "il Verme" perché sprovvisto di ali, è il primo drago creato da Morgoth e padre di tutti gli altri. Egli poteva con il solo sguardo far impazzire le vittime e pietrificarle.
Glaurung fu un drago particolarmente malvagio e scaltro; egli portò a compimento le maledizioni che Morgoth aveva scagliato su Húrin e sulla sua progenie. La sua prima apparizione risale a duecento anni dopo la Dagor Aglareb, al termine della quale il Thangorodrim venne circondato dall'assedio degli elfi. Morgoth, rendendosi conto che gli Orchi non reggevano il confronto con i soldati elfici, creò Glaurung e i primi draghi e li inviò contro gli assedianti. Ma essi furono sconfitti, essendo ancora giovani. La seconda apparizione di Glaurung avvenne durante la Dagor Bragollach, ove seminò distruzione. Nella terza apparizione, durante la Nírnaeth Arnoediad, Glaurung e gli urulòki seminarono il terrore. Ma Azaghâl, Signore dei nani di Belegost, con la sua ascia lo ferì numerose volte; Glaurung riuscì a ucciderlo, ma per le lesioni subite dovette tornare ad Angband.
La sua quarta uscita fu la più terribile. Morgoth aveva appreso dove si celassero gli elfi del Nargothrond, e inviò contro essi grandi schiere di orchi e il Padre dei Draghi per sconfiggere Orodreth. Il Nargothrond fu saccheggiato, nonostante l'intervento di Túrin; Orodreth e molti elfi morirono, e le donne furono prese come schiave. In quel giorno Glaurung, incrociando Túrin, gli mise nel cuore il dubbio che sua madre e sua sorella vivessero fra i tormenti nella sua vecchia casa; cosicché Túrin non salvò Finduilas, figlia di Orodreth, e partì verso il Dor-lómin. Qui non trovò sua madre e sua sorella; esse erano state per qualche tempo ospiti di Thingol, ma poi, contro la volontà del re elfico, si erano dipartite dal Doriath. E Nienor, braccata dagli orchi, aveva incontrato il Padre dei Draghi, che le aveva gettato addosso un incantesimo, e ora la ragazza non ricordava più nulla del passato. Dopo un certo tempo fu trovata da suo fratello, tuttavia i due non si riconobbero; i due giovani si sposarono.
Ma in seguito Glaurung uscì dal Nargothrond, dove finora aveva riposato, per uccidere i suoi nemici. Túrin e altri due prodi uomini partirono per affrontarlo; ma Túrin perse i due compagni, e dovette uccidere Glaurung da solo. Sfruttando il fatto che il mostro dormisse con il ventre scoperto sull'orlo di una ripa, lo trafisse. Ma svenne, e Nienor, andata per vederlo, lo credette morto. Allora Glaurung le riferì che il suo amato sposo era in realtà il fratello; la ragazza si uccise per l'orrore, e il fratello, preso dalla disperazione, si suicidò a sua volta, gettandosi sulla lama della sua spada Gurthang che si spezzò dopo averlo trafitto.
La vicenda che coinvolge Glaurung e Turìn è narrata nel libro I figli di Húrin a cura di Christopher Tolkien, mentre viene citato nel Silmarillion, e in genere viene anche identificato con il drago che appare ne Le avventure di Tom Bombadil.

### Scatha
Scatha fu anch'egli detto "il Verme", e ciò fa supporre che fosse anch'egli sprovvisto di ali, come Glaurung, e perciò fosse un drago molto antico, dato che Morgoth creò i draghi alati solo poco prima della Guerra d'Ira. Abitava nei Monti Grigi. Qui si era impossessato e custodiva un tesoro dei nani. Fu ucciso da Fram, un antenato di Eorl il Giovane, che tenne per sé il tesoro. Parte di esso fu persa o tornò nelle mani dei nani dopo la morte di Fram, parte rimase agli uomini e venne portata a sud nella migrazione verso Rohan. Il corno donato da Éowyn a Merry faceva parte del tesoro di Scatha.

### Smaug
Smaug, detto anche "Smog" e soprannominato "il Dorato", è il drago antagonista de Lo Hobbit e colui che custodisce il tesoro dei nani, riconquistato da Thorin Scudodiquercia e dalla sua compagnia. In occasione di questo episodio Smaug viene ucciso. Egli è citato anche nel Signore degli Anelli, in cui Gandalf si compiace della sua scomparsa, poiché egli si sarebbe certamente alleato con Sauron. Smaug è il drago più grande e temibile della sua epoca.